# Tenthrède limace
Caliroa limacina, Caliroa cerasi, (Tenthrède du cerisier)
Espèce
La tenthrède limace (Caliroa cerasi) ou tenthrède du cerisier (Caliroa cerasi) est une espèce d'insectes hyménoptères de la famille des Tenthredinidae.
La larve de cette tenthrède ronge l'épiderme des feuilles d'un certain nombre d'espèces végétales, notamment des arbres fruitiers.
D'autres espèces de tenthrèdes ont aussi des larves dont l'aspect évoque une petite limace (Caliroa annulipes, Caliroa varipes).

## Synonymie
- Caliroa limacia
- Caliroa limacina (Retzius, 1783)
- Eriocampoïdes limacina[1]

## Description

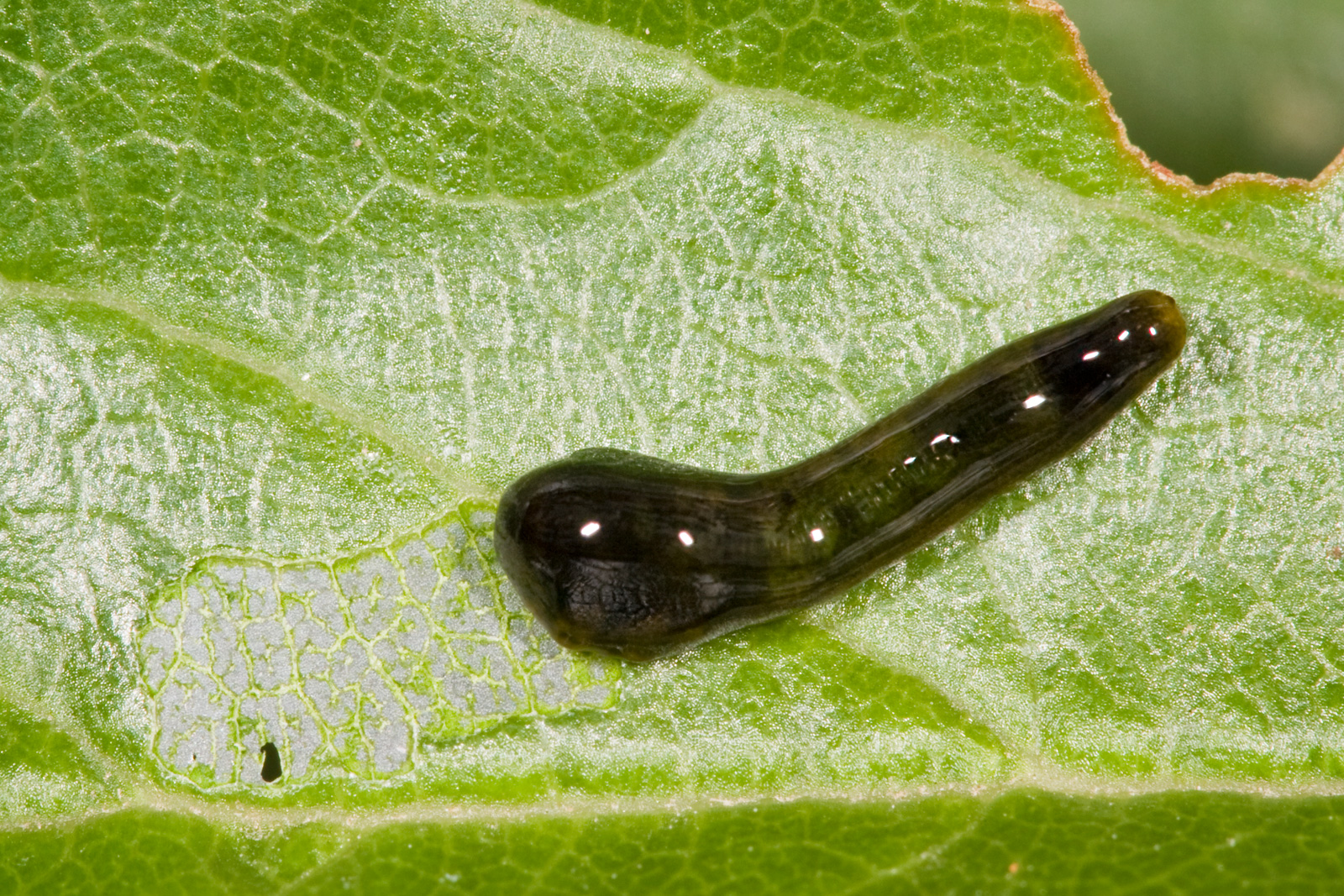
Tenthrède limace

La larve ressemble à une petite limace. Elle est noire, d'aspect visqueux, avec la partie antérieure plus développée que le reste du corps, cylindrique. Elle mesure environ 6 millimètres de long.